# Кирил Велев
Кирил Аспарухов Велев е български бизнесмен и политик от Радикалдемократическата партия (след 1997 година – от Свободната радикалдемократическа партия). Той е министър на търговията през 1994 – 1995 година.

## Биография
Кирил Велев е роден на 8 февруари 1952 година в София. През 1971 година завършва Техникума по механотехника, а през 1978 година – Висшия машинно-електротехнически институт „Владимир Ленин“. След това работи в Централната лаборатория по биоприборостроене и автоматизация (1983 – 1987) и в предприятието „Систембиохим“.
През 1991 година Велев става член на Радикалдемократическата партия, част от Съюза на демократичните сили (СДС). Между 1992 и 1994 година е заместник-министър на търговията, а в периода 1994 – 1995 е министър на търговията в служебното правителство на Ренета Инджова. През 1995 – 1997 година е съветник на президента Желю Желев, а след това е директор на предприятието „Петрол Инженеринг“.
Велев е част от групата в Радикалдемократическата партия, която се противопоставя на централизацията на СДС и през 1997 година се отделя в Свободна радикалдемократическа партия. Той е неин председател от 1999 година.